# Stars du Texas
Les Stars du Texas sont une équipe professionnelle de hockey sur glace basée à Cedar Park dans la banlieue d'Austin, État du Texas aux États-Unis. Elle évolue dans la Ligue américaine de hockey (LAH).

## Historique

Ancien logo.

En 2009, les propriétaires des Stars du Texas installent leur équipe à Cedar Park en prenant la place des Chops de l'Iowa, suspendus. L'équipe fait ses débuts dans la Ligue américaine de hockey lors de la saison 2009-2010 à condition de racheter sous un an la licence d'une franchise existante. En mai 2010, les propriétaires rachètent définitivement les Chops. À la fin de la saison 2013-2014, les Stars remportent la Coupe Calder en tant que champions de la LAH.

## Statistiques
| Saison    | PJ | V  | D  | DP | DTB | BP  | BC  | Pts | Classement            | Séries éliminatoires |
| --------- | -- | -- | -- | -- | --- | --- | --- | --- | --------------------- | --- |
| 2009-2010 | 80 | 46 | 27 | 3  | 4   | 238 | 198 | 99  | 2e division Ouest     | 4-0 IceHogs de Rockford 4-3 Wolves de Chicago 4-3 Bulldogs de Hamilton 2-4 Bears de Hershey                                           |
| 2010-2011 | 80 | 41 | 29 | 4  | 6   | 213 | 210 | 92  | 4e division Ouest     | 2-4 Admirals de Milwaukee |
| 2011-2012 | 76 | 31 | 40 | 3  | 2   | 224 | 251 | 67  | 5e division Ouest     | Non qualifiés |
| 2012-2013 | 76 | 43 | 22 | 5  | 6   | 235 | 201 | 97  | 1er division Sud      | 3-1 Admirals de Milwaukee 1-4 Barons d'Oklahoma City                                                                                  |
| 2013-2014 | 76 | 48 | 18 | 3  | 7   | 274 | 197 | 106 | 1er division Ouest    | 3-0 Barons d'Oklahoma City 4-2 Griffins de Grand Rapids 4-3 Marlies de Toronto 4-1 IceCaps de Saint-Jean Champions de la Coupe Calder |
| 2014-2015 | 76 | 40 | 22 | 13 | 1   | 242 | 216 | 94  | 2e division Ouest     | 0-3 IceHogs de Rockford |
| 2015-2016 | 76 | 40 | 25 | 8  | 3   | 277 | 246 | 91  | 3e division Pacifique | 1-3 Gulls de San Diego |
| 2016-2017 | 76 | 34 | 37 | 1  | 4   | 224 | 265 | 73  | 7e division Pacifique | Non qualifiés |
| 2017-2018 | 76 | 38 | 24 | 8  | 6   | 223 | 231 | 90  | 2e division Pacifique | 3-1 Reign d'Ontario 4-1 Roadrunners de Tucson 4-2 IceHogs de Rockford 3-4 Marlies de Toronto                                          |
| 2018-2019 | 76 | 37 | 31 | 4  | 4   | 238 | 231 | 82  | 6e division Centrale  | Non qualifiés |
| 2019-2020 | 62 | 27 | 28 | 3  | 4   | 171 | 192 | 61  | 6e division Centrale  | Séries annulées à cause de la pandémie de Covid-19                                                                                    |
| 2020-2021 | 38 | 17 | 18 | 3  | 0   | 117 | 124 | 37  | 5e division Centrale  | Séries annulées à cause de la pandémie.                                                                                               |
| 2021-2022 | 72 | 32 | 28 | 6  | 6   | 219 | 230 | 76  | 5e division Centrale  | 0-2 IceHogs de Rockford |
| 2022-2023 | 72 | 40 | 20 | 9  | 3   | 265 | 210 | 92  | 1er division Centrale | 3-0 IceHogs de Rockford 2-3 Admirals de Milwaukee                                                                                     |
| 2023-2024 | 72 | 33 | 33 | 4  | 2   | 234 | 240 | 72  | 4e division Centrale  | 2-0 Moose du Manitoba 2-3 Admirals de Milwaukee                                                                                       |

## Joueurs

### Personnalités honorées
- 2012-2013 : Trophée Louis-A.-R.-Pieri (meilleur entraîneur) pour Willie Desjardins
- 2013-2014 :
  - Trophée Les-Cunningham (meilleur joueur de la saison régulière) pour Travis Morin
  - Trophée John-B.-Sollenberger (meilleur pointeur de la saison régulière) pour Travis Morin
  - Trophée Dudley-« Red »-Garrett (meilleure recrue) pour Curtis McKenzie
  - Trophée Jack-A.-Butterfield (meilleur joueur des séries) pour Travis Morin